# Cotorra de Magallanes
La cotorra de Magallanes (Enicognathus ferrugineus) és una espècie d'ocell de la família dels psitàcids que habita boscos, praderies i ciutats al sud de Xile i de l'Argentina.